# Český lev/Beste Hauptdarstellerin
Český lev: Beste Hauptdarstellerin

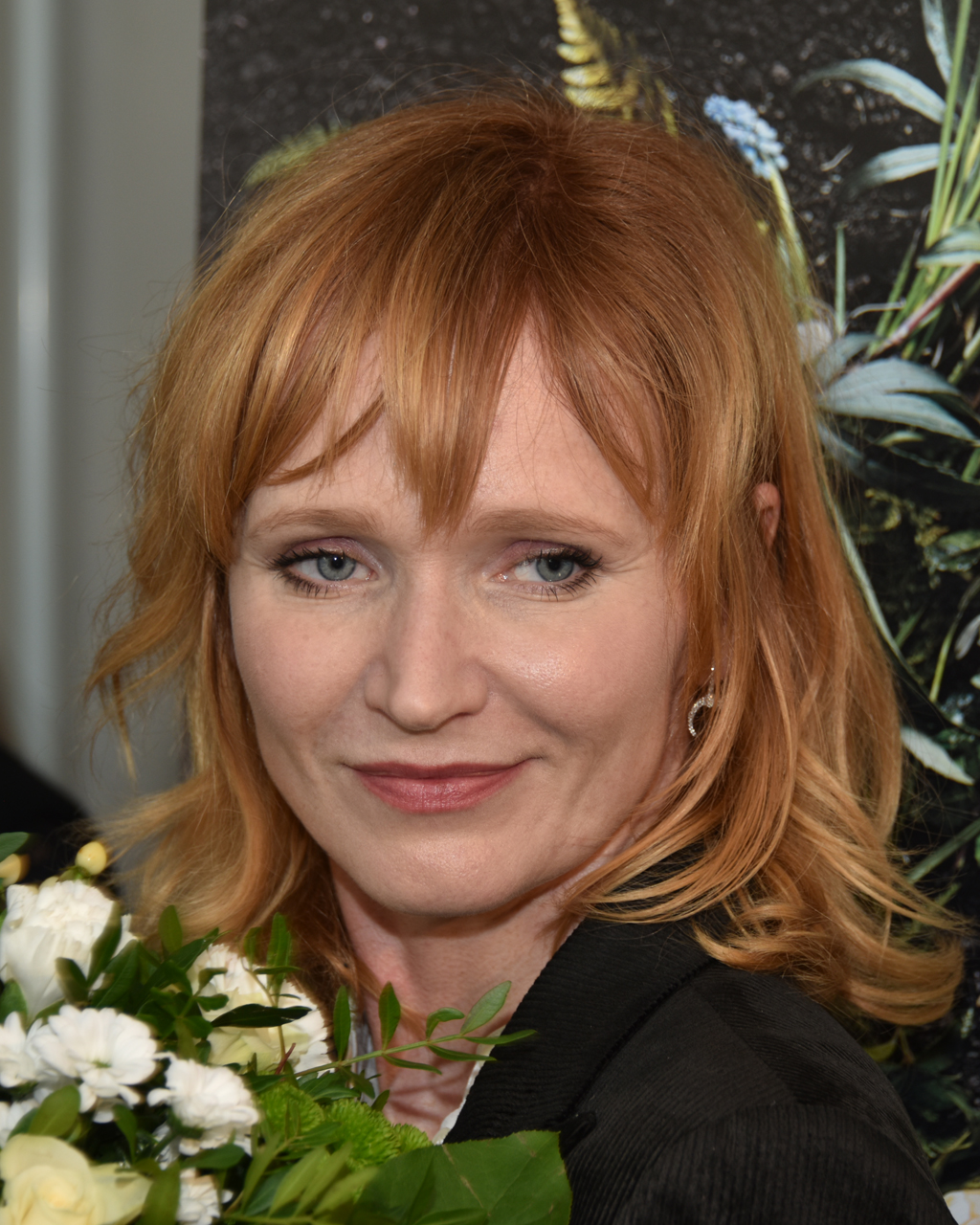
Anna Geislerová wurde dreimal ausgezeichnet (Foto von 2019)

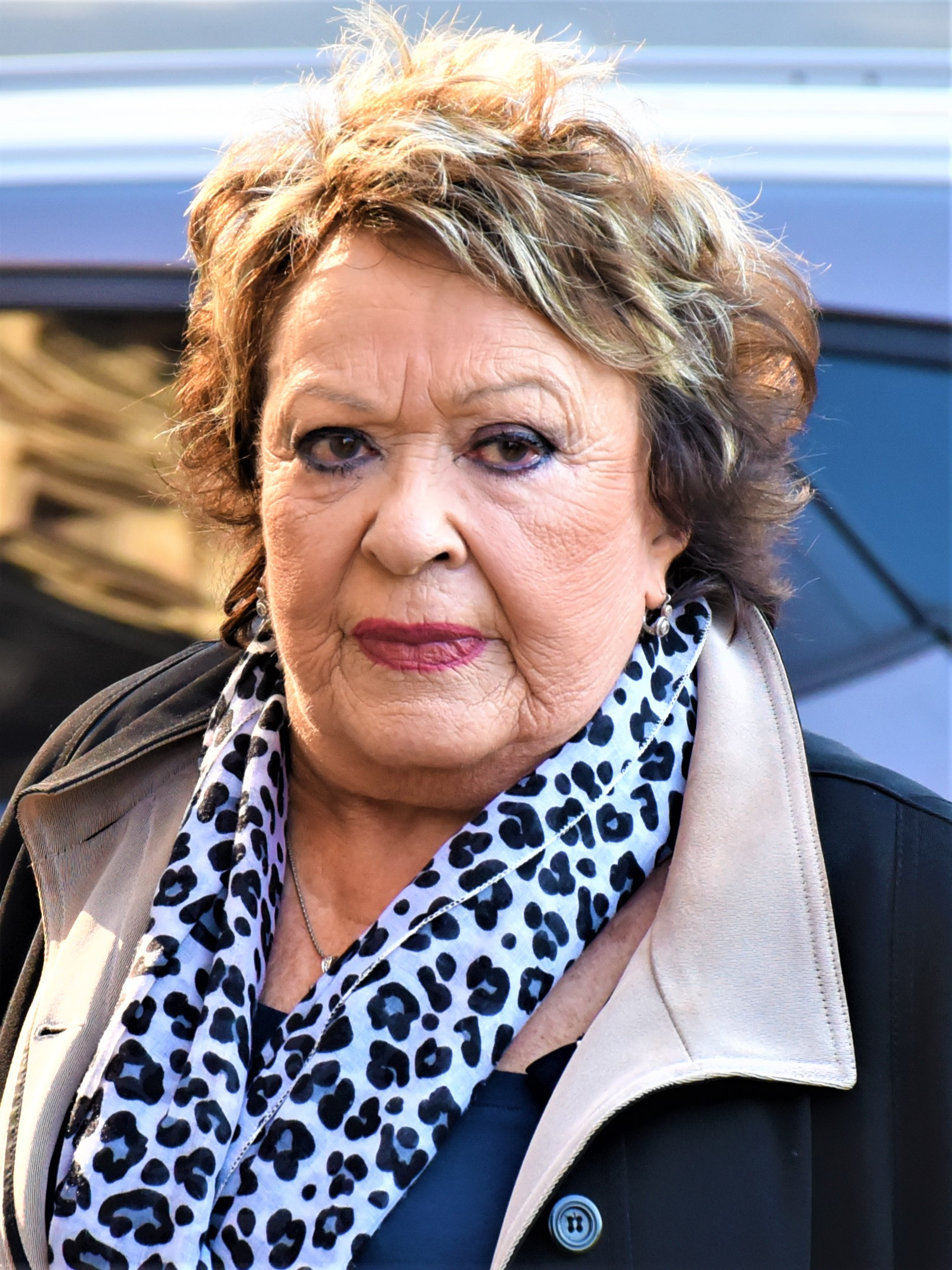
Jiřina Bohdalová wurde zweimal ausgezeichnet (Foto von 2019)

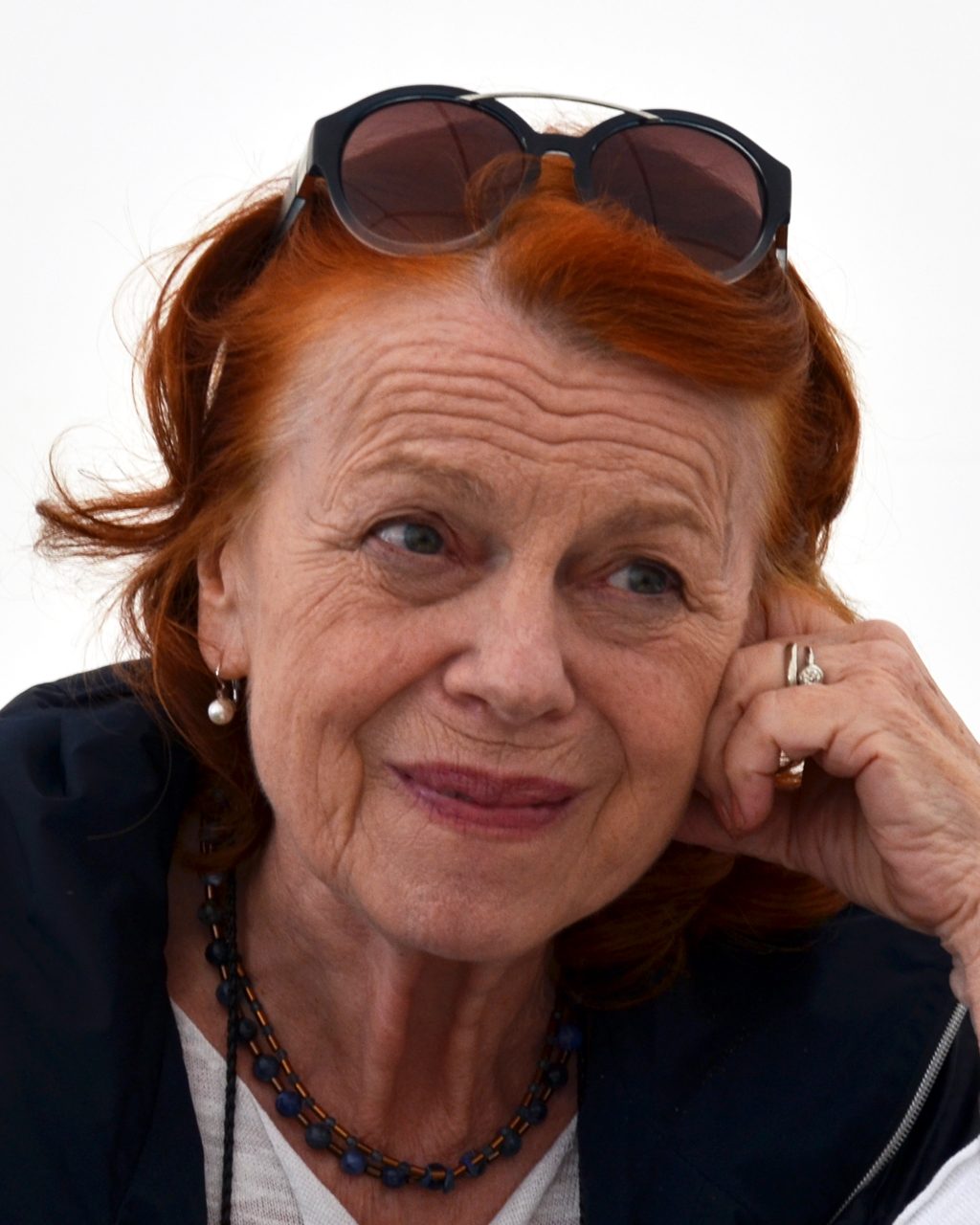
Iva Janžurová wurde zweimal ausgezeichnet (Foto von 2017)

Gewinner des tschechischen Filmpreises Český lev in der Kategorie Beste Hauptdarstellerin (ženský herecký výkon v hlavní roli). Die Tschechische Filmakademie (České filmové a televizní akademie) vergab den Preis erstmals am 25. Februar 1994 und vergibt ihn seitdem jährlich.
| Statistik                         | Name                      | Anzahl | Jahr                                           |
| --------------------------------- | ------------------------- | ------ | ---------------------------------------------- |
| Häufigste Auszeichnungen          | Anna Geislerová           | 3      | 2003, 2006, 2011                               |
| Häufigste Auszeichnungen          | Jiřina Bohdalová          | 2      | 1993, 1995                                     |
| Häufigste Auszeichnungen          | Iva Janžurová             | 2      | 1998, 2002                                     |
| Häufigste Nominierungen           | Anna Geislerová           | 8      | 1994, 2003, 2006, 2010, 2011, 2012, 2013, 2020 |
| Häufigste Nominierungen           | Tatiana Dyková Vilhelmová | 7      | 1996, 1999, 2001, 2004, 2005, 2014, 2023       |
| Häufigste Nominierungen ohne Sieg | Eva Holubová              | 3      | 1997, 1999, 2005                               |
| Häufigste Nominierungen ohne Sieg | Klára Issová              | 3      | 1995, 2000, 2006                               |
| Häufigste Nominierungen ohne Sieg | Martha Issová             | 3      | 2008, 2015, 2021                               |

## Preisträger und Nominierungen ab dem Jahr 1993
1993 (Verleihung am 25. Februar 1994)
Jiřina Bohdalová – Wettstreit im Schloß (Nesmrtelná teta)

1994 (Verleihung am 3. März 1995)
Ivana Chýlková – Díky za každé nové ráno
Ingrid Timková – Anděl milosrdenství
Jana Brejchová – Hrad z pisku
Anna Geislerová – Die Fahrt (Jízda)
Zoya Buryak – Die denkwürdigen Abenteuer des Soldaten Iwan Tschonkin (Život a neobyčejná dobrodružství vojáka Ivana Čonkina)

1995 (Verleihung am 2. März 1996)
Jiřina Bohdalová – Fany
Zuzana Šulajová – Der Garten (Záhrada)
Klára Issová – Indianer-Sommer (Indiánské léto)

1996 (Verleihung am 1. März 1997)
Libuše Šafránková – Kolya (Kolja)
Milena Dvorská – Kamenny most
Tatiana Vilhelmová – Šeptej

1997 (Verleihung am 28. Februar 1998)
Lenka Vlasáková – Lea
Eva Holubová – Die Knöpfler (Knoflíkáři)
Libuše Šafránková – Báječná léta pod psa

1998 (Verleihung am 28. Februar 1999)
Iva Janžurová – Co chytneš v žitě
Vlasta Chramostová – Der Bastard muss sterben (Je třeba zabít Sekala)
Zuzana Stivínová – Große Fallen, kleine Fallen (Pasti, pasti, pastičky)

1999 (Verleihung am 4. März 2000)
Tereza Brodská – Dvojrole
Tatiana Vilhelmová – Die Rückkehr des Idioten (Návrat idiota)
Eva Holubová – Kuschelnester (Pelíšky)

## Preisträger und Nominierungen ab dem Jahr 2000
2000 (Verleihung am 3. März 2001)
Anna Šišková – Wir müssen zusammenhalten (Musíme si pomáhat)
Klára Issová – Anděl Exit
Iva Janžurová – Ene bene

2001 (Verleihung am 2. März 2002)
Stella Zázvorková – Frühling im Herbst (Babí léto)
Tatiana Vilhelmová – Wilde Bienen (Divoké včely)
Veronika Žilková – Otesánek

2002 (Verleihung am 1. März 2003)
Iva Janžurová – Familienausflug mit kleinen Geheimnissen (Výlet)
Ivana Chýlková – Musím tě svést
Petra Špalková – Rotzbengel (Smradi)

2003 (Verleihung am 3. März 2004)
Anna Geislerová – Želary
Zuzana Stivínová – Treulose Spiele (Nevěrné hry)
Kateřina Holánová – Sex in Brno (Nuda v Brně)

2004 (Verleihung am 5. März 2005)
Emília Vášáryová – Horem pádem
Tatiana Vilhelmová – Duše jako kaviár
Zlata Adamovská – Milenci a vrazi

2005 (Verleihung am 25. Februar 2006)
Tatiana Vilhelmová – Die Jahreszeit des Glücks (Štěstí)
Vilma Cibulková – Krev zmizeléh
Eva Holubová – Skřítek

2006 (Verleihung am 3. März 2007)
Anna Geislerová – Kráska v nesnázích
Julia Jentsch – Ich habe den englischen König bedient (Obsluhoval jsem anglického krále)
Klára Issová – Grandhotel

2007 (Verleihung am 1. März 2008)
Marion Cotillard – La vie en rose
Iva Bittová – Tajnosti
Daniela Kolářová – Leergut (Vratné lahve)

2008 (Verleihung am 7. März 2009)
Zuzana Bydžovská – Der Dorflehrer (Venkovský učitel)
Martha Issová – Die Kinder der Nacht (Děti noci)
Anna Friel – Bathory

2009 (Verleihung am 6. März 2010)
Jana Plodková – Protektor
Lenka Vlasáková – Kawasakiho ruze
Karolina Gruszka – 3 Seasons in Hell (3 sezóny v pekle)

## Preisträger und Nominierungen ab dem Jahr 2010
2010 (Verleihung am 5. März 2011)
Zuzana Bydžovská – Mamas & Papas
Simona Babčáková – Největší z Čechů
Anna Geislerová – Občanský průkaz
Lenka Vlasáková – Ženy v pokušení
Kristína Farkašová – Pouta

2011 (Verleihung am 3. März 2012)
Anna Geislerová – Nevinnost
Dagmar Havlová – Odcházení
Małgorzata Pikus – Poupata
Eva Vrbková – Rodina je základ státu
Ivana Chýlková – Perfect Days – I ženy mají své dny

2012 (Verleihung am 2. März 2013)
Gabriela Míčová – Odpad město smrt
Vica Kerekes – 7 dní hříchů
Anna Geislerová – Čtyři slunce
Soňa Norisová – Ve stínu
Jiřina Bohdalová – Vrásky z lásky

2013 (Verleihung am 22. Februar 2014)
Petra Špalková – Jako nikdy
Tatiana Pauhofová – Burning Bush – Die Helden von Prag (Hořící keř)
Anna Geislerová – Líbánky
Zuzana Bydžovská – Revival
Jana Plodková – Rozkoš

2014 (Verleihung am 21. Februar 2015)
Klaudia Dudová – Cesta ven
Tatiana Pauhofová – Něžné vlny
Judit Bárdos – Fair Play
Tatiana Vilhelmová – Díra u Hanušovic
Klára Melíšková – Andělé všedního dne

2015 (Verleihung am 5. März 2016)
Alena Mihulová – Domácí péče
Máša Málková – Fotograf
Tereza Ramba – Laputa
Martha Issová – Die sieben Raben (Sedmero krkavců)
Jana Plodková – Ztraceni v Mnichově

2016 (Verleihung am 4. März 2017)
Michalina Olszańska – I, Olga (Já, Olga Hepnarová)
Lenka Vlasáková – Nikdy nejsme sami
Vanda Hybnerová – Rodinný film
Eliška Balzerová – Teorie tygra
Zuzana Mauréry – Učitelka

2017 (Verleihung am 10. März 2018)
Zuzana Kronerová – Bába z ledu
Barbora Poláková – Kvarteto
Ayelet Zurer – Milada
Tereza Ramba – Po strništi bos
Dominika Morávková – Ohne ein Wort zu sagen (Špína)

2018 (Verleihung am 23. März 2019)
Jenovéfa Boková – Chvilky
Simona Zmrzlá – Hastrman
Ivana Chýlková – Chata na prodej
Zuzana Bydžovská – Jan Palach
Kateřina Winterová – Toman

2019 (Verleihung am 7. März 2020)
Tereza Ramba – Vlastníci
Jenovéfa Boková – Karel, já a ty
Iva Janžurová – Teroristka
Eliška Křenková – Tiché doteky
Dagmar Havlová – Vlastníci

## Preisträger und Nominierungen ab dem Jahr 2020
2020 (Verleihung am 6. März 2021)
Magdaléna Borová – Krajina ve stínu
Jana Plodková – Bábovky
Tereza Těžká – Gefangen im Netz (V síti)
Anna Geislerová – Havel
Jenovéfa Boková – Herec

2021 (Verleihung am 16. März 2022)
Pavla Gajdošíková – Chyby
Alena Mihulová – Atlas ptáků
Anna Kameníková – Božena
Eliška Křenková – Marťanské lodě
Martha Issová – Zátopek

2022 (Verleihung am 4. März 2023)
Klára Melíšková – Podezření
Pavla Tomicová – A pak přišla láska…
Barbara Ronchi – Il Boemo
Wita Smatscheljuk – Victim (Obet)
Natália Germáni – Světlonoc

2023 (Verleihung am 9. März 2024)
Simona Peková – Přišla v noci
Tatiana Dyková Vilhelmová – Bratři
Jana Plodková – Němá tajemství
Regina Rázlová – Tancuj Matyldo
Eliška Křenková – Úsvit

2024 (Verleihung am 8. März 2025)
Pavla Beretová – Rok vdovy
Magdaléna Borová – Sucho
Klára Kitto – Amerikánka
Tereza Ramba – Zápisník alkoholičky
Lucie Žáčková – Manželé Stodolovi